# Umm al-Nar
Umm al-Nar (àrab: أم النار, Umm an-Nār) és una illa de l'emirat d'Abu Dhabi (Emirats Àrabs Units) a la costa de l'emirat, uns 22 km al sud-est d'Abu Dhabi (ciutat) i prop de l'Aeroport Internacional d'Abu Dhabi. És una illa arenosa amb una altura màxima reduïda. Mesura uns 3 km de nord a sud i uns 5 km d'est a oest. La seva superfície és d'uns 12 km². La part sud-oest està just enfront d'Al-Maqta, un barri del sud-est d'Abu Dhabi, i està ocupada per les instal·lacions petroleres i altres dependencies.
S'hi va obrir una refineria el 1976 (que fou la primera dels Emirats) i una segona el 1983, amb una capacitat de 86.000 barrils per dia. També hi ha una estació dessaladora d'aigua i generació d'electricitat.

## Cultura d'Umm al-Nar
Aquesta illa dona el seu nom a un dels períodes històrics de la zona, el període d'Umm al-Nar que va abraçar vers el 2700 aC a 2000 aC. Les excavacions iniciades el 1959 per un equip danès van descobrir van descobrir mig centenar de tombes i un establiment des del qual el coure era exportat a Mesopotàmia. Proves de la civilització d'Umm al-Nar es van descobrir posteriorment en altres llocs dels Emirats Àrabs Units i el nord d'Oman. Les tombes de l'illa estan situades al turó central. L'illa va romandre també ocupada durant el darrer període islàmic. Els jaciments arqueològics estan protegits.
De l'anàlisi dels ossos d'ocell trobats a l'illa s'han identificat tres espècies que ja no es troben a la zona: Ardea bennuides, extinta (de la que només s'han trobat restes a aquesta illa), Treron aff. Waalia i Anhinga melanogaster, que encara existeixen a Dofar i a Mesopotàmia.